# Сан Савино (Равена)
Сан Савино је насеље у Италији у округу Равена, региону Емилија-Ромања.
Према процени из 2011. у насељу је живело 498 становника. Насеље се налази на надморској висини од 5 м.